# Museum voor Schone Kunsten (Rijsel)

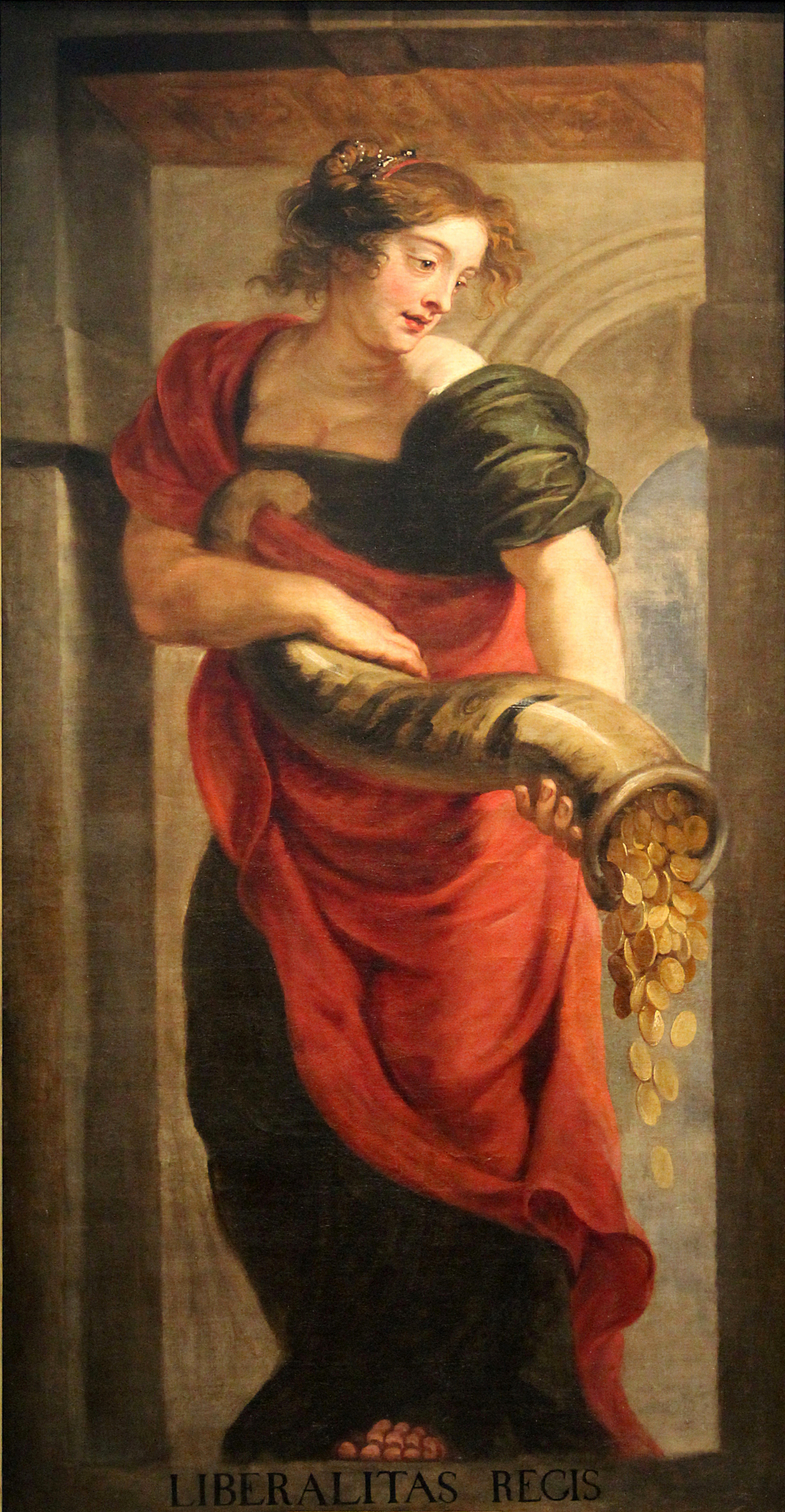
De Vrijgevigheid van de Koning, door Jan van den Hoecke (1635)

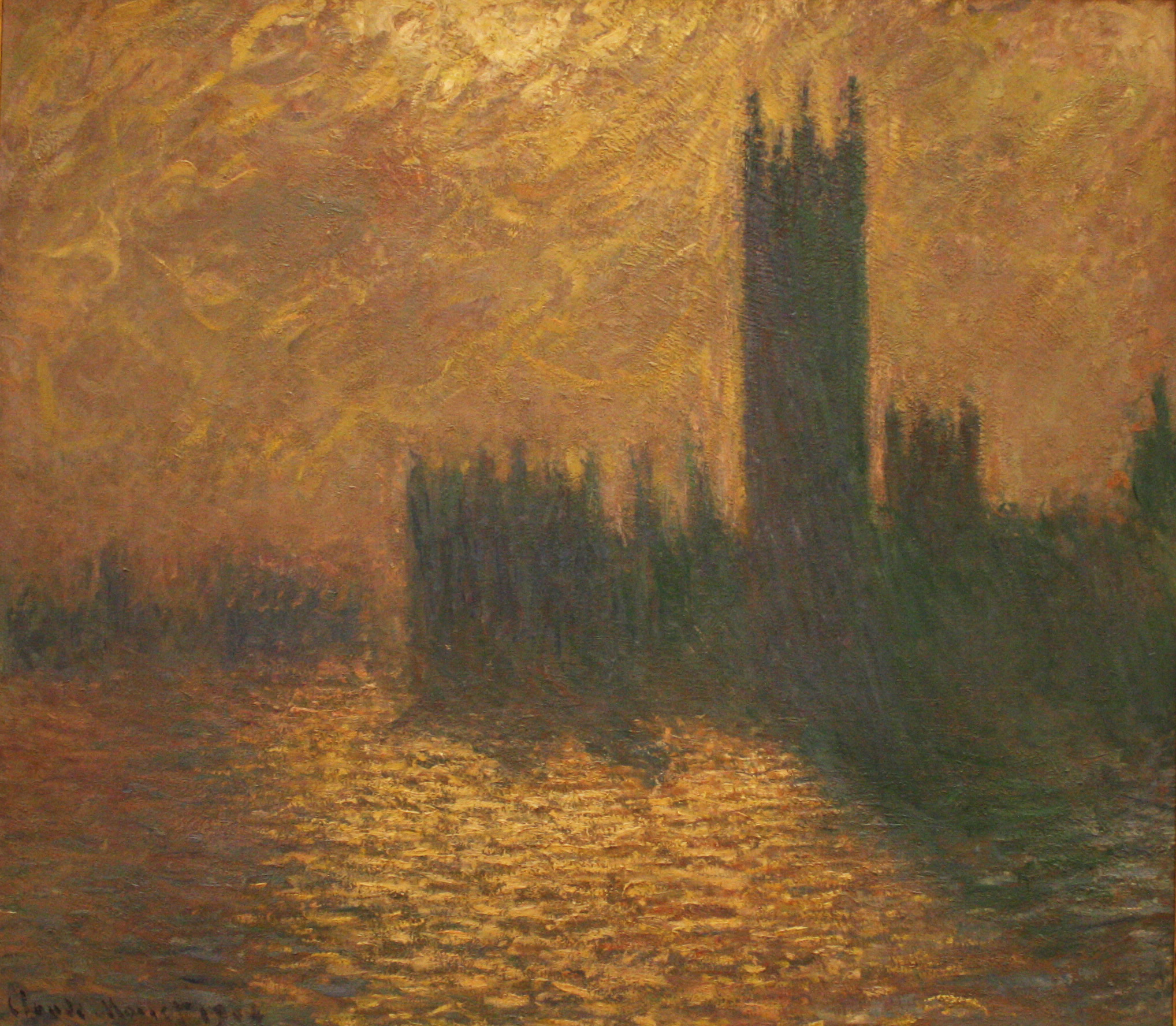
Houses of Parliament in Londen, door Monet

Het Paleis voor Schone Kunsten (Frans: Palais des Beaux-Arts) is een kunstmuseum in Rijsel (Lille). In het Palais komen verschillende stijlen, verschillende kunstenaars en verschillende periodes aan de orde. Qua getoonde kunstwerken is het museum na het Louvre het grootste van Frankrijk.

## Geschiedenis
Onder impuls van Louis Joseph Watteau werd vanaf 1792 een museale collectie bijeengebracht uit geconfisqueerde werken van religieuzen en émigrés. Door het Besluit Chaptal van 1801 werd de verzameling verder verrijkt. De opening vond plaats in 1809. Dankzij een dynamisch aankoopbeleid groeide de collectie gestaag. In 1885 begon de bouw van een Palais des Beaux-Arts onder leiding van de Parijse architecten Édouard Bérard en Fernand Delmas. Door budgetoverschrijdingen werd het project uiteindelijk in bekorte vorm gerealiseerd. Het Paleis opende in 1892, maar sloot in 1895-1898 weer om de gebrekkige isolatie en ventilatie te verhelpen.
Tijdens de Eerste Wereldoorlog leed het gebouw in oktober 1914 schade door geschut en in januari 1916 door de ontploffing van een munitiedepot. Vanaf mei 1917 bracht de Duitse bezetter vele topwerken over naar het Musée des Beaux-Arts de Valenciennes in het kader van de Kunstschutz. Daarvandaan gingen ze naar Brussel. Na de oorlog werden ze teruggegeven aan het museum in Rijsel.
Van 1991 tot 1997 was het Palais des Beaux-Arts gesloten voor renovatie en uitbreiding onder leiding van Jean-Marc Ibos en Myrto Vitart. Voor een totale kost van 220 miljoen frank werd het vloeroppervlak op 22.000 m² gebracht, waarvan 12.000 m² expositieruimte.

## Collectie
Enkele kunstenaars van wie het museum over werken beschikt zijn:
- Jehan Bellegambe (onder andere de Triptiek van het mystieke bad)
- Pieter Brueghel de Jonge
- Dirk Bouts (De uitverkorenen op weg naar de hemel en De val van de verdoemden)
- Donatello (Het feest van Herodes)
- Rafaël
- El Greco
- Lambert Sustris (Noli me tangere en Judith en haar bediende)
- Rubens  (onder andere De kruisafneming,  De heilige Maria Magdalena in extase en De onthoofding van de heilige Catharina van Alexandrië)
- Anthony van Dyck (onder andere Christus aan het kruis)
- Jacob Jordaens (onder andere De ontvoering van Europa)
- Jan van den Hoecke
- Philippe de Champaigne (De geboorte van Christus)
- Rembrandt
- Jacob van Ruisdael (Heuvelachtig korenveld)
- Pieter de Hoogh (Vrouw met een dienstmeid)
- Goya (De tijd en De brief)
- Jean-Baptiste Greuze (Psyche kroont Amor)
- Jacques-Louis David  (Belisarius vraagt om een aalmoes)
- Eugène Delacroix (Woedende Medea)
- Jean-François Millet (La Becquée)
- Gustave Courbet (Namiddag in Ornans)
- Pierre Puvis de Chavannes (De slaap)
- Auguste Rodin
- Alfred Sisley (Port-Marly, rijp)
- Claude Monet
- Emile Claus
- Vincent van Gogh (Koeien)
- Odilon Redon (De blik)

## Reliëfplans
Het museum bevat naast onder andere archeologische vondsten, beeldhouwwerken, schilderijen ook een collectie maquettes in reliëf (plans-reliefs), van vestingwerken gebouwd door generaal Vauban.  De meeste van die reliëfplans berusten in het Musée des plans-reliefs in het Hôtel des Invalides in Parijs maar hier in Rijsel zijn er 14 te vinden van de volgende Nederlandse steden aan de grens van Frankrijk, die Lodewijk XIV veroverd had of wilde veroveren: (alle op schaal 1/600) Calais is de oudste en Avesnes is de nieuwste. De oorspronkelijke maquette van Avesnes werd bij de verovering van Parijs in 1814 door de Pruisen meegenomen naar Berlijn en werd vernield tijdens de Tweede Wereldoorlog. Een kopie werd in Parijs gemaakt tussen 1824 en 1825.

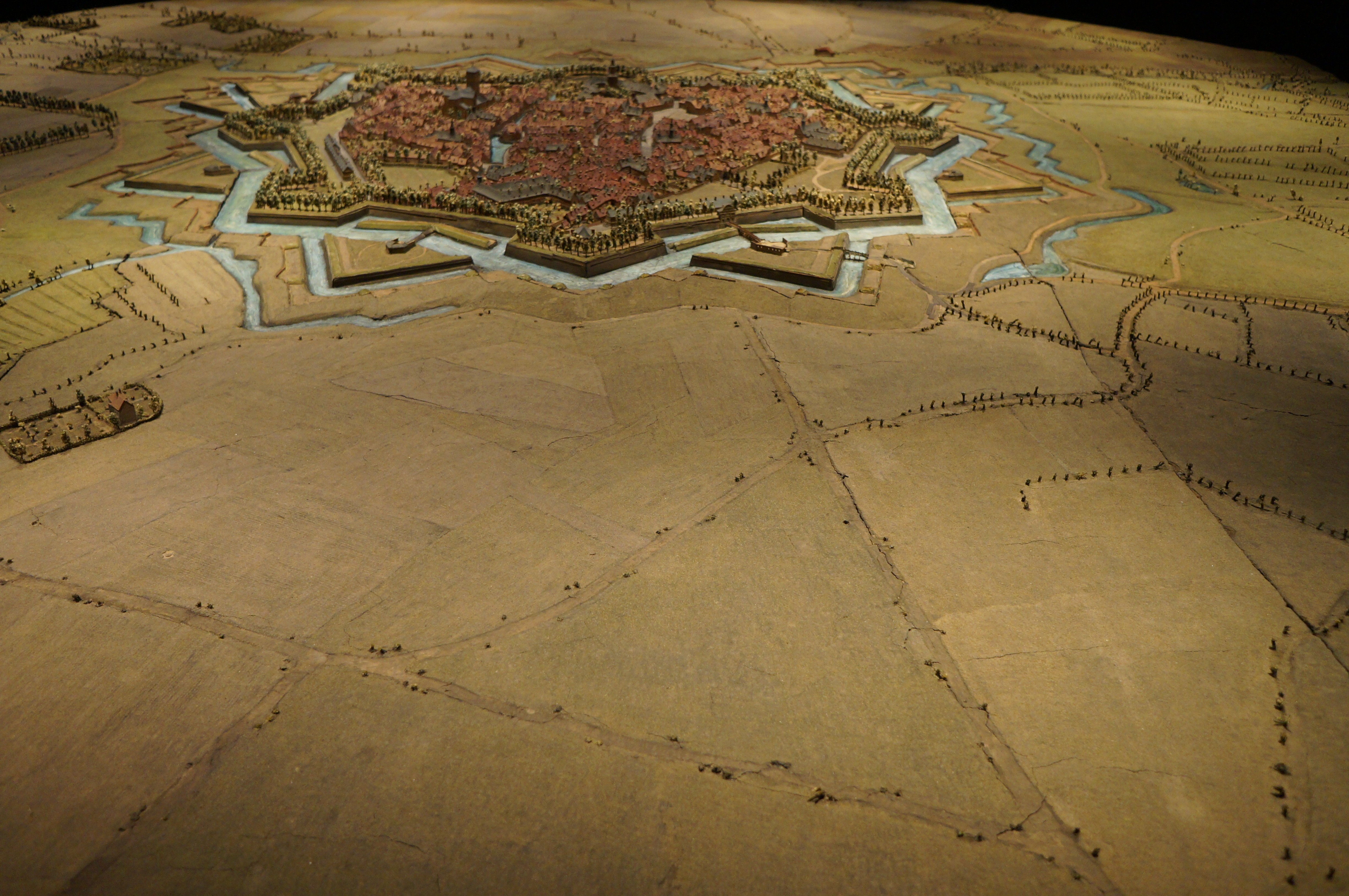
Reliefplan van Aat

- 01 Doornik, door ingenieur Montaigu, 654 × 580 cm, 11 tafels (1701)
- 02 Maastricht, door ingenieur D'Aubencourt, 689 × 580 cm, 13 tafels (1752)
  - (zie ook: Maquette van Maastricht)
- 03 Avesnes, 753 × 525 cm, 18 tafels (1824-1826)
- 04 Calais, 753 × 463 cm, 6 tafels (1691)
- 05 Ariën, door ingenieur De Nézot, 590 × 467 cm, 15 tafels (1743)
- 06 Grevelingen, door ingenieur Lusca, 460 × 373 cm, 7 tafels, (1756)
- 07 Sint-Winoksbergen, 441 × 376 cm, 6 tafels (1699)
- 08 Ieper, door ingenieur De Derville, 944 × 548 cm, 12 tafels (1698-1702)
- 09 Rijsel, door ingenieur De Nézot, 440 × 400 cm, 7 tafels (1740-1743)
- 10 Namen, door ingenieur D'Aubencourt, 776 × 650 cm, 22 tafels (1747-1750)
- 11 Menen, 542 × 372 cm, 6 tafels (1702)
- 12 Oudenaarde, door ingenieur De Nézot, 548 × 416 cm, 11 tafels (1747)
- 13 Aat, 480 × 378 cm, 5 tafels (1697)
- 14 Charleroi, 405 × 340 cm 4 tafels (1695)

Tot 2019 was nog een vijftiende maquette tentoongesteld:
- Bouchain, door ingenieur Ladevèze, 418 × 295 cm, 5 tafels (1715)